# الكنيسة المعمدانية
الكنيسة المعمدانية الإنجيلية هي كنيسة بروتستانتية تؤمن بالكتاب المقدس وقانون الإيمان النيقاوي الذي يجمع عليه الكنيسة الأرثوذكسية والكاثوليكية. تؤمن الكنيسة المعمدانية أن المعمودية يجب أن تتم للبالغين فقط وتمارس بالتغطيس وذلك بعد اقتناع الإنسان بالإيمان المسيحي عن حق واعترافه أمام الملأ أن يسوع المسيح هو ابن الله وأن يؤمن بعقيدة الثالوث.
كما أنه يوجد عدة أنواع من الكنائس المعمدانية وهذه بعضها:
- المعمدانية العامة
- المعمدانية الشمالية
- المعمدانية الجنوبية
- المعمدانية المستقلة
- المعمدانية المصلحة
- معمدانية حرية الإرادة
- المعمدانية الوطنية.

## تاريخها
يعود بداية الكنيسة المعمدانية إلى أيام الرسل كعقيدة وبعدها ظهرت كمجموعات مثل: الدوناتيين، الوالدانسيين، مكرري المعمودية وغيرها ولكنها لم تبرز ككنيسة معمدانية إلا في عام 1609 عندما نظمها ككنيسة جون سميث في إنكلترا.
تعود بدايات الكنيسة المعمدانية إلى القرن السابع عشر في إنكلترا وقد ظهرت بتأثير حركة تجديدي المعمودية -أنابابتست. من شق منها بقيادة جون سميث، بحرية الاختيار، بينما آمن قسم اخر بالجبرية متأثرين بالإيمان الكالفني. اضطهدت السلطات البريطانية هذه الحركة حتى عام 1689 اسوة بحركات دينية أخرى. خلال القرون 18 و19 تم تقارب في وجهات نظر شقي الكنيسة المعمدانية وتم اتحادهم سنة 1891.
من انجلترة انتشرت الكنيسة المعمدانية إلى بلاد أخرى وخاصة الولايات المتحدة التي تم تأسيس الكنيسة المعمدانية فيها عام 1639. سنة 1932 تمت اقامة أول كنيسة معمدانية في إيطاليا، وعام 1834 في ألمانيا وعام 1888 في إسبانيا.
نشطت الكنيسة المعمدانية في النشاط التبشيري منذ عام 1792. نشط مبشرون منذ ذلك العام في الهند، أفريقيا والصين. وقد برز العديد من الكهنة المعمدايين في نضال جقوق السود في الولايات المتحدة.

## أصولها
وضع المؤرخ المعمداني بروس غورلي أربع وجهات نظر حول أصول المعمدانية:
1. هناك إجماع علمي حديث على أن جذور الحركة تتبع إلى القرن السابع عشر عن طريق الانفصاليين الإنجليز.
2. هناك وجهة نظر تقول إنها ثمرة لتقاليد الأنابابتست.
3. هناك وجهة نظرة دائمة تفترض أن العقيدة والممارسة المعمدانية موجودة منذ زمن المسيح.
4. ووجهة نظر الخلافة، أو «الخلافة المعمدانية»، التي تجادل بأن الكنائس المعمدانية كانت موجودة بالفعل كسلسلة متواصلة منذ زمن المسيح.[2]

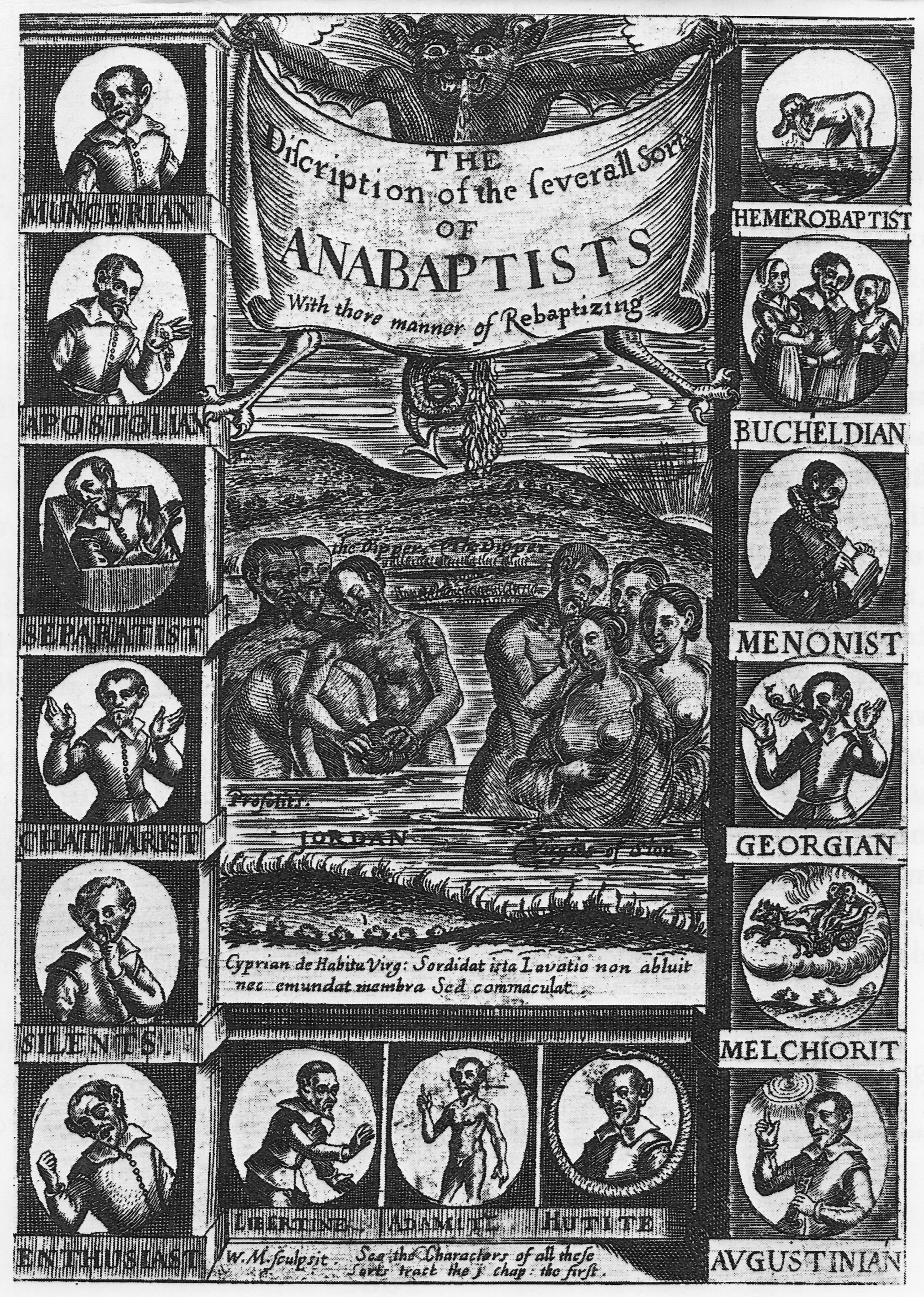
طبعت من كتاب عالم اللاهوت الأنجليكاني دانيال فيتلي، "تراجع الغطاس، الذي نُشر عام 1645.

### رؤية الانفصاليين الإنجليز
يعود تاريخ الكنائس المعمدانية الحديثة إلى الحركة الانفصالية الإنجليزية في القرن السابع عشر، بعد قرن من ظهور الطوائف البروتستانتية الأصلية. تحظى وجهة النظر هذه حول الأصول المعمدانية بالقسم الأكبر من الدعم التاريخي وتحظى بالقبول على نطاقٍ واسع. يعتقد أتباع هذا الموقف أن تأثير الأنابابتست على المعمدانيين الأوائل ضئيل. لقد كانت فترة اضطراب سياسي وديني كبير. كان الناس والكنائس على استعداد للتخلي عن جذورهم الدينية في حال اقتنعوا باكتشاف «حقيقة» تخص التوراة بشكل أكبر.
خلال الاصلاح البروتستانتي، انفصلت كنيسة إنجلترا (الأنجليكانية) عن الكنيسة الرومانية الكاثوليكية. لم يكتفي بعض المسيحيين بإنجازات الإصلاح البروتستانتي الرئيسية. وشعر بعض المسيحيون أيضًا بخيبة أمل، لأن كنيسة إنجلترا لم تصحح ما اعتبره البعض أخطاءً وانتهاكات. اختار بعض أكثر منتقدي اتجاهات الكنيسة البقاء ومحاولة إجراء تغييرات بناءة من داخل الكنيسة الأنجليكانية. والذين أصبحوا معروفين باسم «البيوريتانية» ووصفهم غورلي بأنهم أبناء عم الانفصاليين الإنجليز. قرر البعض الآخر أن عليهم مغادرة الكنيسة بسبب عدم رضاهم وعُرفوا لاحقًا باسم الانفصاليين.
اقتفى المؤرخون أثر أقدم كنيسة معمدانية، ووجدوا أنها تعود إلى عام 1609 في أمستردام، وكان جون سميث قسها. قبل ثلاث سنوات، عندما كان زميلًا في كلية المسيح، في كامبريدج، قطع علاقاته مع كنيسة إنجلترا. نشأ في كنيسة إنجلترا، وأصبح «انفصاليًا إنكليزيًا بيوريتانيًا، ثم انفصاليًا معمدانيًا»، وأنهى أيامه بالعمل مع المينوناتية. بدأ اجتماعًا في إنجلترا مع 60-70 من الانفصاليين الإنجليز، من أجل مواجهة «خطر كبير». اضطهاد المتدينين غير الملتزمين في إنجلترا أودى بذهاب سميث إلى المنفى في أمستردام مع زملائه الانفصاليين من التجمع الذي جمعه في لينكولنشاير، منفصلًا بذلك عن الكنيسة التي كانت قائمة آنذاك (الأنجليكانية). انفصل سميث ونصيره العلماني، توماس هيلواز، وأولئك الذين قادوهم، عن المنفيين الإنجليز الآخرين لأن سميث وهيلواز كانوا مقتنعين بضرورة تعميدهم كمؤمنين. في عام 1609 عمد سميث نفسه أولًا ثم عمد الآخرين.
في عام 1609، أثناء وجوده هناك، كتب سميث منشوراتٍ بعنوان «شخصية الوحش» أو «دستور الكنيسة الخاطئ». وقد عبر فيه عن اقتراحين: أولًا، لا يجوز تعميد الأطفال الصغار؛ وثانيًا، «يجب أن يتم قبول معاديي المسيحية المحولين في الكنيسة الحقيقية عن طريق التعميد». ومن ثم، أتت قناعته أنه على الكنيسة الكتابية أن تتكون فقط من المؤمنين الجدد الذين عُمدوا بناءً على اعتراف شخصي بالإيمان. ورفض تعاليم الحركة الانفصالية لتعميد الأطفال. بعد ذلك بوقت قصير، ترك سميث المجموعة، وتولى توماس هيلواز غير المختص القيادة، وقاد الكنيسة إلى إنجلترا عام 1611. أصبح سميث في النهاية، ملتزمًا بمعمودية المؤمنين باعتبارها المعمودية التوراتية الوحيدة. كان مقتنعًا بناءً على تفسيره للكتاب المقدس أن الأطفال الصغار لن يكونوا ملعونين في حال ماتوا وهم في سن الطفولة.
اقتنع سميث، بأن معموديته الذاتية كانت غير صالحة، وقدم طلبًا للانضمام إلى المينوناتية. وتوفي في أثناء انتظاره العضوية، وأصبح بعض أتباعه منيونوناتين. احتفظ توماس هيلواز وآخرون بمعموديتهم والتزاماتهم المعمدانية. كانت الطائفة المعمدانية الحديثة ثمرة لحركة سميث. رفض المعمدانيون اسم الأنابابتست عندما أطلقه عليهم المعارضين بشكل ساخر. كتب ماكبيث أنه في أواخر القرن الثامن عشر، أشار العديد من المعمدانيين إلى أنفسهم على أنهم «المسيحيون الملقبون - زورًا – الأنابابتيست».
كان هناك حدث هام آخر في بدايات تطور العقيدة المعمدانية في عام 1638 مع جون سبيلسبيري، القس الكالفيني الذي ساعد على تعزيز الممارسة الصارمة لتعميد المؤمن عن طريق الغطس. وفقا لتوم نتلز، أستاذ اللاهوت التاريخي في المدرسة اللاهوتية المعمدانية الجنوبي، «عبرت وبنيت حجج سبيلسبري المقنعة بتجميع طائفة منضبطة من المؤمنين المُعمدين بالغطس لتشكيل كنيسة العهد الجديد، على الرؤى التي ظهرت داخل الانفصالية، وتعززت في حياة جون سميث ومعاناة توماس هيلواز، ونضجت عند المعمدانيين الكالفينيين».

### فكرة تأثير الانابابتست

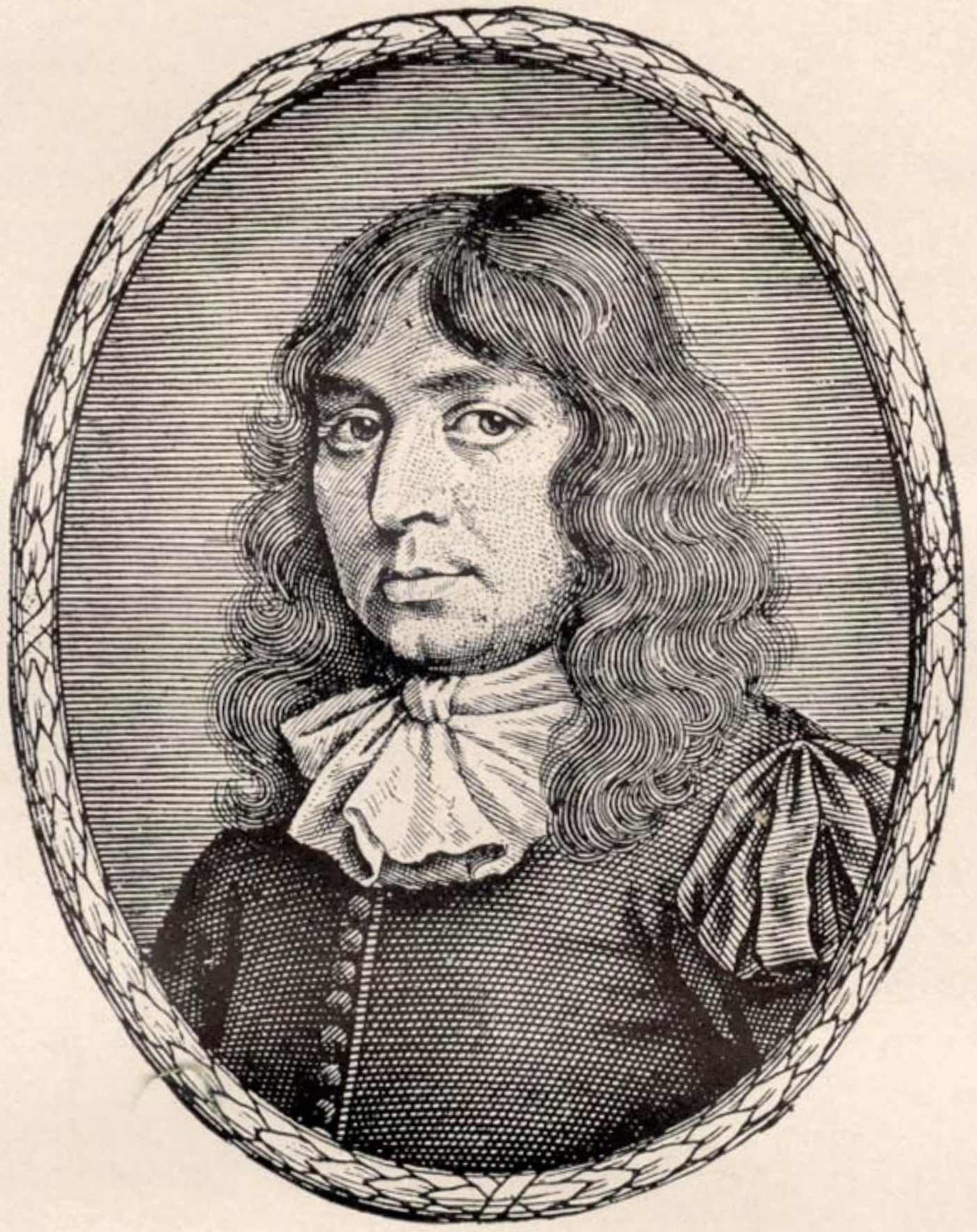
يُعتقد أن جون سميث لديه أول كنيسة تحمل اسم "المعمدان" في أمستردام عام 1609

تقول وجهة نظر الأقلية أن المعمدانيين في أوائل القرن السابع عشر قد تأثروا (ولكن لم يتصلوا بشكل مباشر) بالأنابابتست القاريين. ووفقًا لهذا الرأي، فقد تقاسم المعمدانيون العامون أوجه التشابه مع المينونيتس الهولنديون الفاترلانديون (واحدة من جماعات الانابابتست العديدة) التي تتضمن تعميد المؤمنين فقط، والحرية الدينية، وفصل الدولة عن الكنيسة، والرؤية الأرمنيانيَّة للخلاص، والقدر، والخطيئة الأصلية. كتب الكُتّاب الممثلون ومن ضمنهم إيه. سي. أندروود وويليام آر. إستيب. غورلي أن نظرية التأثر بالأنابابتست تعود للظهور من خلال بعض العلماء المعمدانيين المعاصرين الذين يؤكدون على إيمان المجتمع من خلال حرية الروح.
ومع ذلك، توترت العلاقات بين المعمدانيين والأنابابتست في وقتٍ باكر. وفي عام 1624، أصدرت الكنائس المعمدانية الخمس الموجودة في لندن إدانة بحق الأنابابتست. علاوةً على ذلك، فقد انفصلت المجموعة الأصلية المرتبطة بـسميث والتي يُعتقد أنها أول المعمدانيين عن المينونيتس الهولنديين الفاترلانديين بعد فترة وجيزة من تشكيل الجماعات في هولندا.

### فكرة الديمومة والخلافة
يكتب المؤرخون المعمدانيون التقليديون من منظور أن المعمدانيين كانوا موجودين منذ زمن المسيح. ومع ذلك، أصدر المؤتمر المعمداني الجنوبي قراراتٍ رفض فيها هذا الرأي في عام 1859. ويعتبر أنصار الخلافة المعمدانية أو فكرة الديمومة أن الحركة المعمدانية كانت موجودة بشكل مستقل عن الرومانية الكاثوليكية وقبل الإصلاح البروتستانتي.
غالبًا ما عُرفت وجهة نظر الديمومة في كُتيب أثر الدم، الذي يتألف من خمس محاضرات كتبها جاي. إم. كارول ونُشر في عام 1931. من الكتّاب المعمدانيين الآخرين الذين ينادون بنظرية الخلافة للأصول المعمدانية جون تي كريستن، وتوماس كروسبي، وجي إتش أورشاد، وجي إم كرامب، ووليام كاثكارت، وأدم تيلور، ودي بي راي. وقد أيد هذا الرأي أيضًا الداعية الإنجليزي المعمداني تشارلز سبورجون وجيسي ميرسر، الذي سميت جامعة ميرسر على اسمه.
في عام 1854، ضُغط على ويليام ويتسيت من أجل الاستقالة من رئاسته للكلية اللاهوتية المعمدانية الجنوبية بسبب إنكار الخلافة المعمدانية.

### الأصول المعمدانية في المملكة المتحدة
أسس توماس هيلواز في عام 1612، طائفية معمدانية في لندن، تكونت من رعايا من كنيسة سميث. نشأ عدد من الكنائس المعمدانية الأخرى، التي أصبحت معروفة باسم المعمدانيين العامين. نشأت المعمدانية الكالفينيينة عندما تبنت مجموعة من الانفصاليين الكالفينيين معمودية المؤمنين. بلغ عدد كنائس المعمدانيون الكالفينييون سبع كنائس بحلول عام 1644 وابتكروا اعترافًا بالإيمان سميَّ اعتراف لندن الأول بالإيمان.

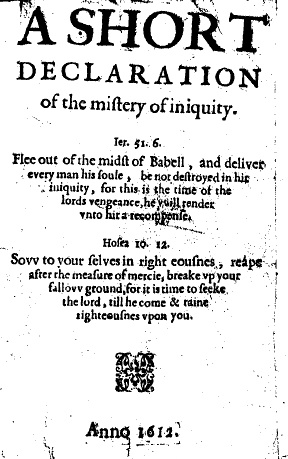
إعلان قصير عن سيد الإثم (1612) من تأليف توماس حلويز. بالنسبة إلى هلويس، كانت الحرية الدينية حقًا للجميع، حتى لأولئك الذين لا يتفق معهم.

### أصول المعمدانية في أمريكا الشمالية

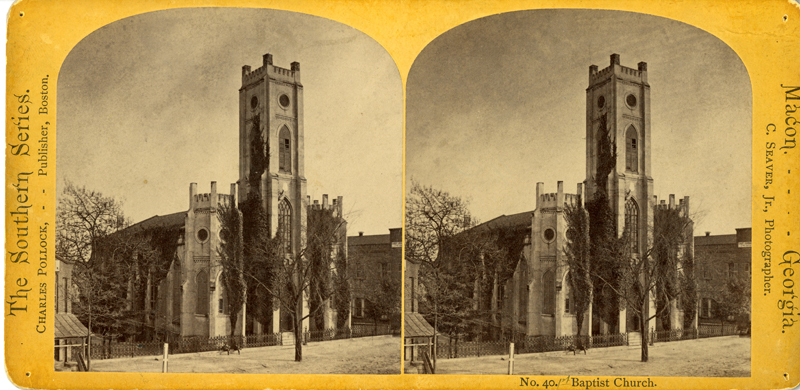
الكنيسة المعمدانية الأولى في الشارع الثاني بين الكرز والحور في ماكون، الجمعية العامة، حوالي عام 1876.

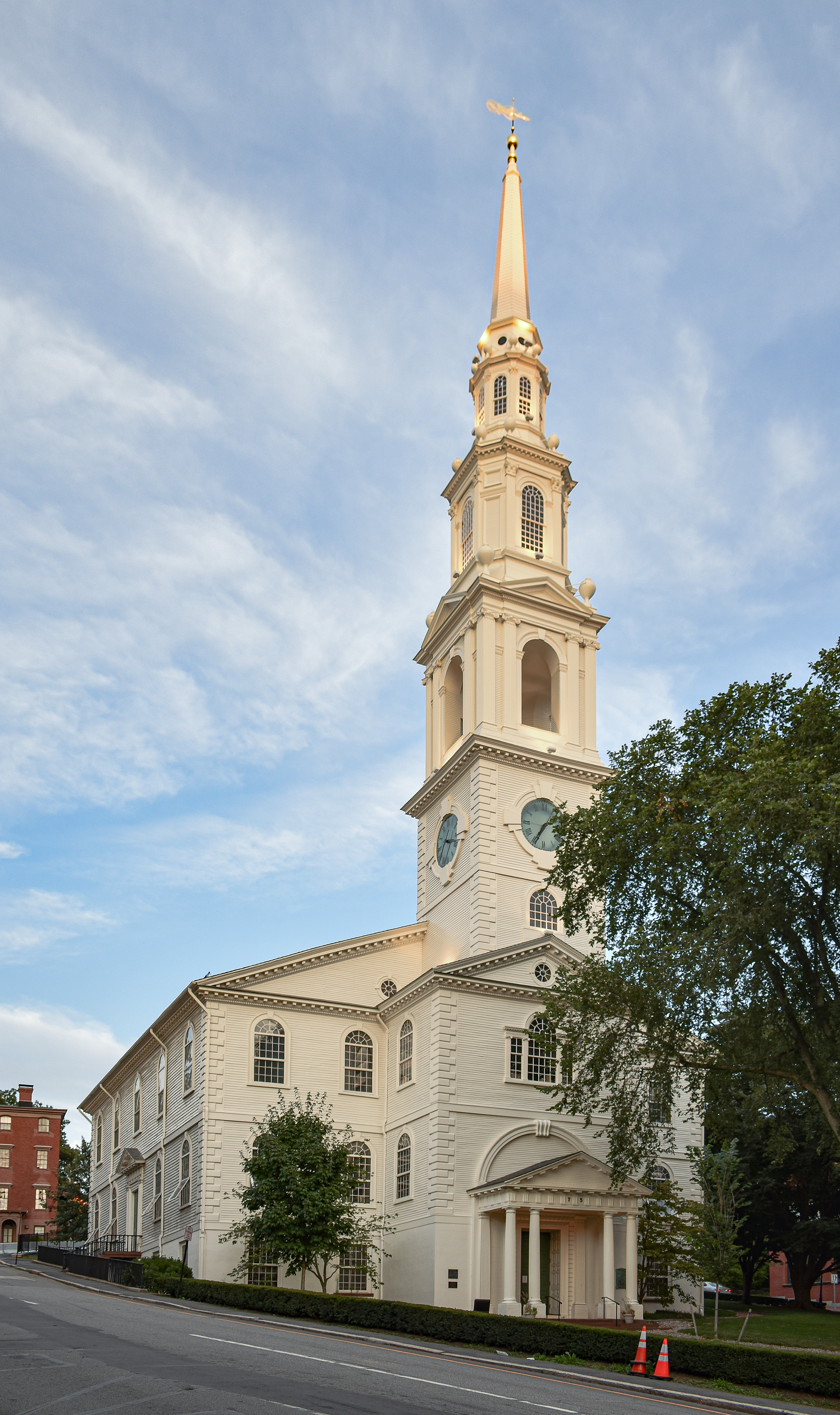
تقع الكنيسة المعمدانية الأولى في أمريكا في بروفيدنس، رود آيلاند.

يُنسب كل من روجر ويليامز وجون كلارك، مواطنه وزميله في العمل من أجل الحرية الدينية، إلى تأسيس أقدم كنيسة معمدانية في أمريكا الشمالية. في عام 1639، أنشأ ويليامز الكنيسة المعمدانية في بروفيدنس، رود آيلاند، وأنشأ كلارك الكنيسة المعمدانية في نيوبورت، رود آيلاند. وفقًا للمؤرخ المعمداني الذي بحث في هذه المسألة على نطاق واسع، «هناك الكثير من الجدل على مر القرون حول ما إذا كانت كنيسة بروفيدنس أو نيوبورت تستحق مكان المصلين المعمدانيين» الأول «في أمريكا. السجلات الدقيقة لكلا المصلين غير متوفرة.»
أدت الصحوة العظيمة إلى تنشيط الحركة المعمدانية، وشهد المجتمع المعمداني نموًا مذهلاً. أصبح المعمدانيون أكبر مجتمع مسيحي في العديد من الولايات الجنوبية، بما في ذلك بين السكان السود المستعبدين.
بدأ العمل التبشيري المعمداني في كندا في مستعمرة نوفا سكوشا البريطانية (نوفا سكوشا ونيو برونزويك الحالية) في ستينيات القرن الثامن عشر. كان أول سجل رسمي للكنيسة المعمدانية في كندا هو سجل كنيسة هورتون المعمدانية (الآن ولففيل) في ولففيل، نوفا سكوشا في 29 أكتوبر 1778. تأسست الكنيسة بمساعدة مبشر نيو لايت هنري. ألين. العديد من أتباع ألين، بعد وفاته، اعتنقوا دينهم وعززوا الوجود المعمداني في منطقة المحيط الأطلسي. شكلت مجموعتان رئيسيتان من المعمدانيين أساس الكنائس في ماريتيم. تمت الإشارة إلى هؤلاء باسم المعمدانيين العاديين (الكالفيني في عقيدتهم) ومعمدانيين الإرادة الحرة (الأرمينيين في عقيدتهم).
في مايو 1845، انقسمت الجماعات المعمدانية في الولايات المتحدة حول العبودية والإرساليات. منعت جمعية الإرسالية المنزلية أصحاب العبيد من تعيينهم كمبشرين. أدى الانشقاق إلى إنشاء الاتفاقية المعمدانية الجنوبية، في حين شكلت التجمعات الشمالية منظمتها الشاملة التي تسمى الآن الكنائس المعمدانية الأمريكية في الولايات المتحدة الأمريكية (ABC-USA). الكنيسة الأسقفية الميثودية، الجنوب قد انفصلت مؤخرًا حول قضية العبودية، والجنوب المشيخية سيفعلون ذلك بعد ذلك بوقت قصير.
في عام 2015، بلغ عدد المعمدانيين في الولايات المتحدة 50 مليون شخص ويشكلون ما يقرب من ثلث البروتستانت الأمريكيين.

### أصول المعمدانية في أوكرانيا
سبقت الكنائس المعمدانية في أوكرانيا مجتمعات أناباتيست ومينونايت الألمانية، التي كانت تعيش في جنوب أوكرانيا منذ القرن السادس عشر، والتي مارست معمودية المؤمنين البالغين. حدثت المعمودية الأولى المعمدانية (معمودية الكبار بالغمر الكامل) في أوكرانيا عام 1864 على نهر إنهول في منطقة كروبيفنيتسكي، في مستوطنة ألمانية. في عام 1867، تم تنظيم المجتمعات المعمدانية الأولى في تلك المنطقة. من هناك، انتشرت الحركة المعمدانية عبر جنوب أوكرانيا ثم إلى مناطق أخرى أيضًا. تم تسجيل واحدة من المجتمعات المعمدانية الأولى في كييف في عام 1907، وفي عام 1908 عُقد المؤتمر المعمداني الأول لعموم روسيا هناك، حيث كانت أوكرانيا لا تزال تحت سيطرة الإمبراطورية الروسية. تأسس الاتحاد المعمداني لعموم روسيا في مدينة يكاترينوسلاف (دنيبرو الآن) في جنوب أوكرانيا. في نهاية القرن التاسع عشر، تشير التقديرات إلى أنه كان هناك ما بين 100000 و 300000 معمداني في أوكرانيا. تأسس الاتحاد المعمداني الأوكراني المستقل لأوكرانيا خلال فترة وجيزة من استقلال أوكرانيا في أوائل القرن العشرين، ومرة أخرى بعد سقوط الاتحاد السوفيتي، الذي يُعرف أكبره حاليًا باسم الاتحاد المعمداني الإنجيلي لأوكرانيا.

## المنظمات التبشيرية
فضلت المنظمات التبشيرية تطوير الحركة في جميع القارات. في إنجلترا، تم تأسيس الجمعية التبشيرية المعمدانية عام 1792 في كيترينج بإنجلترا. في الولايات المتحدة، كان هناك تأسيس للوزارات الدولية في عام 1814 ومجلس الإرسالية الدولية في عام 1845.

## الانتماءات المعمدانية
العديد من الكنائس وأعضاء من وطنية ودولية المذهب لتعاوني التبشيرية، الإنسانية العلاقة واللاهوتية. هناك أيضا عدد كبير من المجموعات التعاونية. في عام 1905، تم تشكيل التحالف المعمداني العالمي (BWA) من 24 طائفة معمدانية من مختلف البلدان. تشمل أهداف التحالف المعمداني العالمي رعاية المحتاجين، وقيادة التبشير العالمي والدفاع عن حقوق الإنسان والحرية الدينية.
أخيرًا، هناك كنائس معمدانية مستقلة تختار أن تظل مستقلة عن أي طائفة أو منظمة أو جمعية.

## عضوية

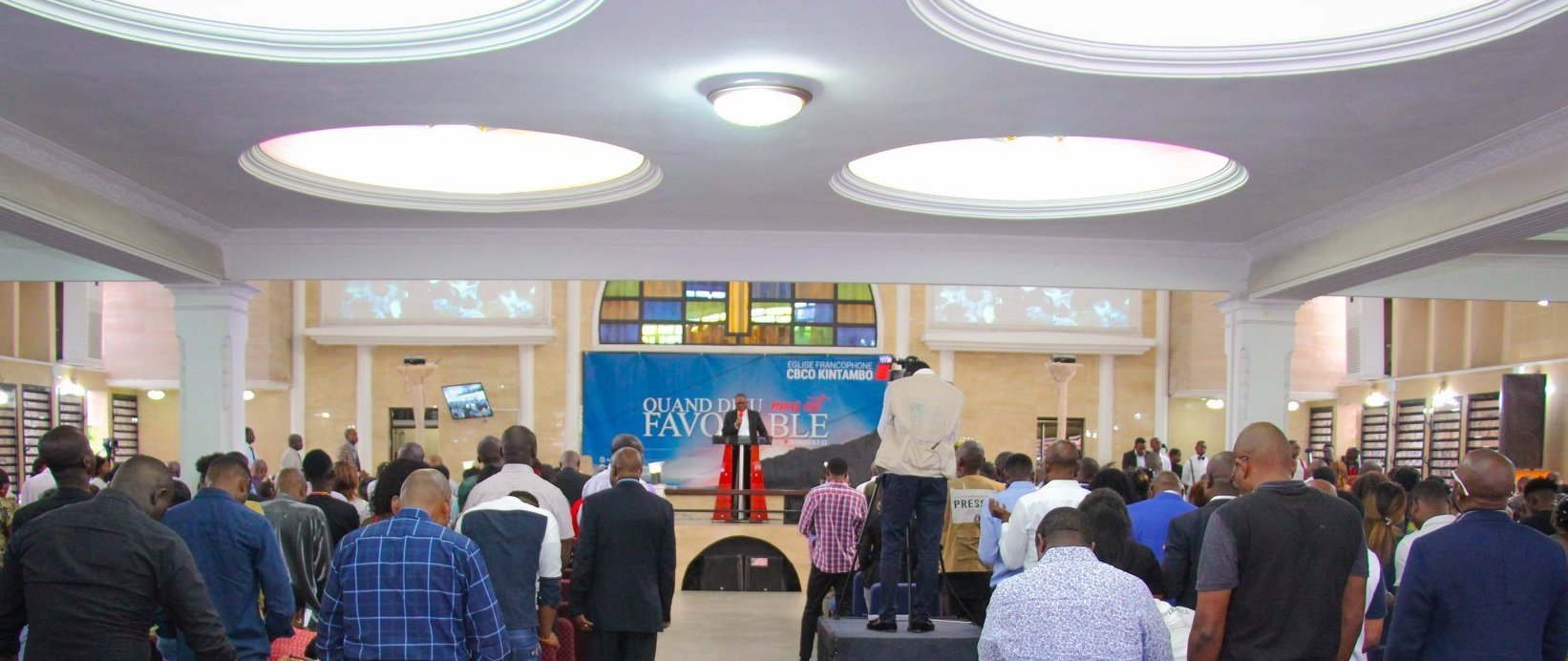
خدمة العبادة فيالكنيسة الفرنكوفونية كينتامبو في كينشاسا، التابعة للمجتمع المعمداني في الكونغو، 2019

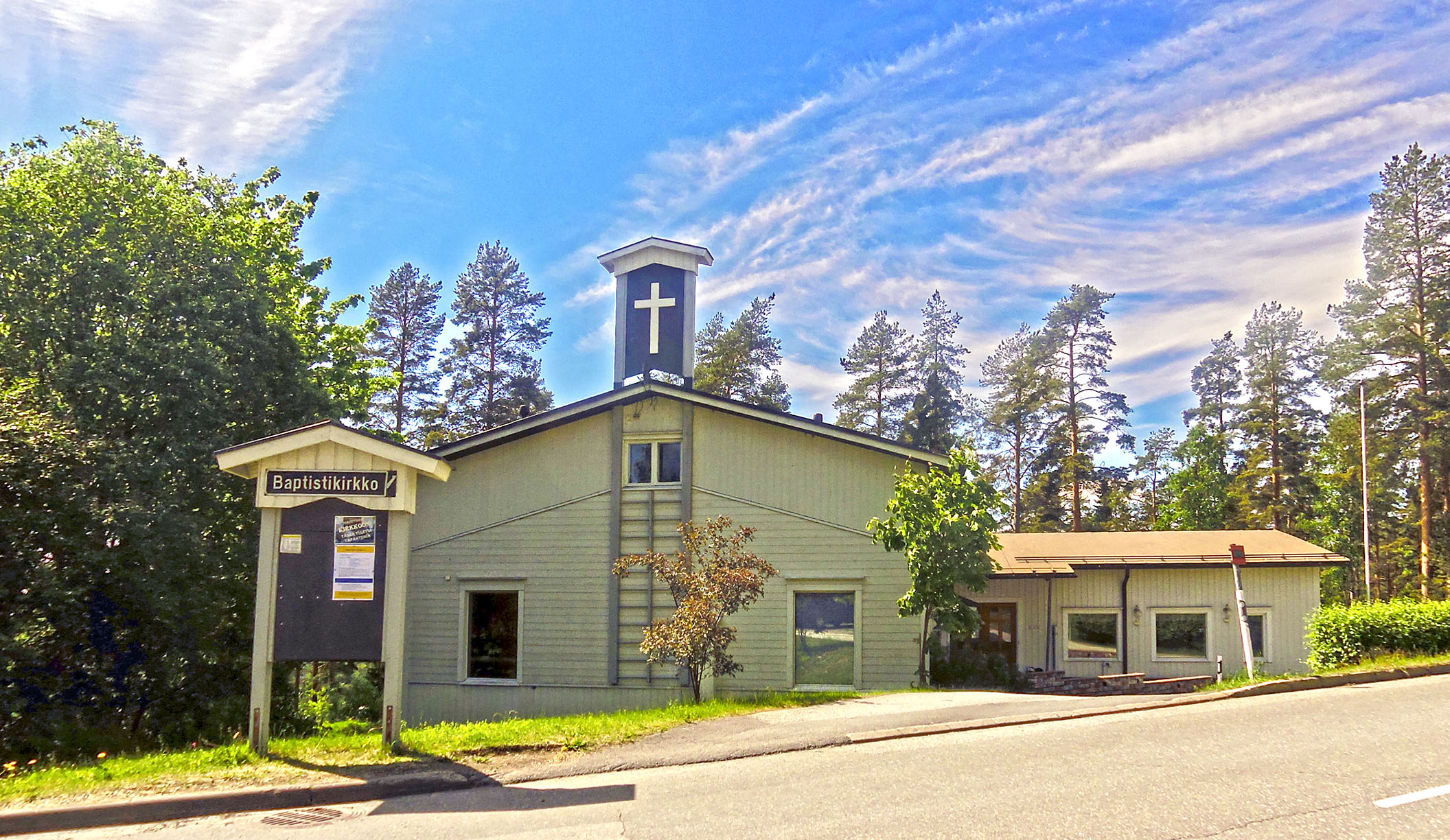
الكنيسة المعمدانية الفنلندية في فاجاكوسكي، يوفاسكولا

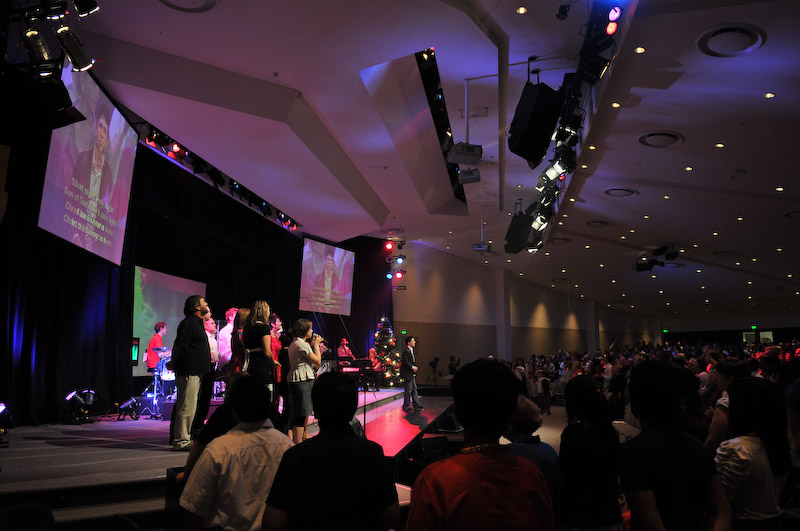
خدمة العبادة في كنيسة المعمدانية في ملبورن، التابعة للوزارات المعمدانية الأسترالية، 2008

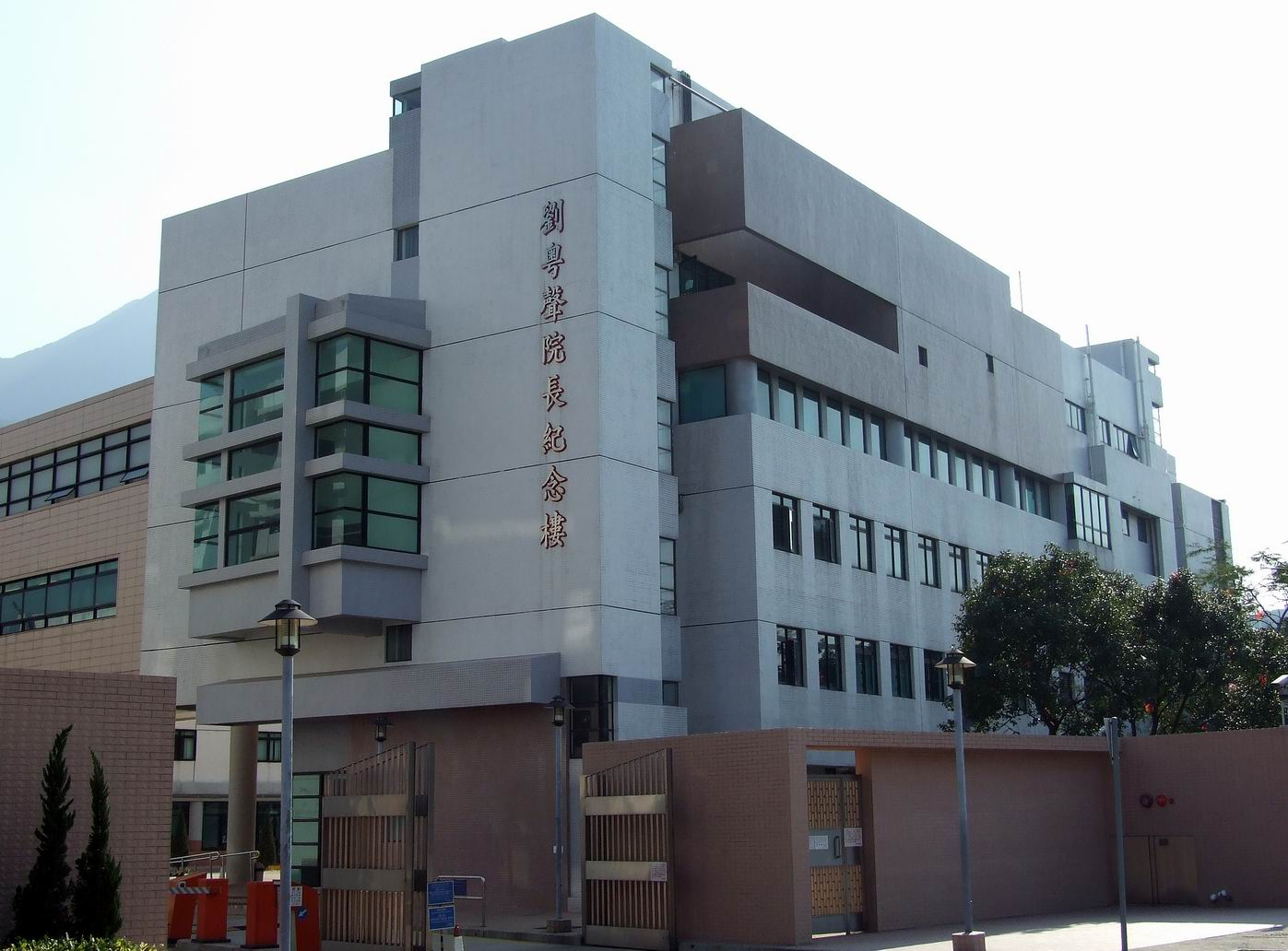
مدرسة هونغ كونغ المعمدانية اللاهوتية، التابعة للاتفاقية المعمدانية لهونغ كونغ، 2008

### إحصائيات
وفقًا لتعداد التحالف العالمي المعمداني الذي تم إصداره في عام 2020، وهو أكبر طائفة معمدانية في العالم، فإنه سيعيد تجميع 241 طائفة معمدانية أعضاء في 126 دولة و 169000 كنيسة و 47.000.000 عضوًا معتمدين.
في عام 2010، يعرف 100 مليون مسيحي أنفسهم بأنهم معمدانيين أو ينتمون إلى كنائس من النوع المعمداني. في عام 2020، وفقًا للباحث سيباستيان فتح من المركز الوطني للبحوث العلمية، سيكون للحركة حوالي 170 مليون مؤمن في العالم.
من بين التعدادات التي أجرتها الطوائف المعمدانية في عام 2020، تلك التي ادعت أن معظم أعضاءها كانت في كل قارة:
في أفريقيا، الاتفاقية المعمدانية النيجيرية مع 13654 كنيسة و 8000.637 عضوًا، والمؤتمر المعمداني لتنزانيا مع 1300 كنيسة و 2660.000 عضو، والمجتمع المعمداني لنهر الكونغو مع 2668 كنيسة و 1760634 عضوًا.
في أمريكا الشمالية، المؤتمر المعمداني الجنوبي مع 47530 كنيسة و 14525579 عضوًا، المؤتمر المعمداني الوطني، الولايات المتحدة الأمريكية مع 21145 كنيسة و 8415100 عضو.
في أمريكا الجنوبية، المؤتمر المعمداني البرازيلي مع 9018 كنيسة و 1790227 عضوًا، المؤتمر الإنجيلي المعمداني للأرجنتين مع 670 كنيسة و 85000 عضو.
في آسيا، اتفاقية ميانمار المعمدانية مع 5319 كنيسة و 1710441 عضوًا، ومجلس كنيسة ناجالاند المعمداني مع 1615 كنيسة و 610825 عضوًا، واتفاقية الكنائس المعمدانية الفلبينية مع 2668 كنيسة و 600000 عضو.
في أوروبا، اتحاد كنائس المعمدانيين الإنجيليين المسيحيين عمومًا يضم 2272 كنيسة و 113000 عضو، الاتحاد المعمداني لبريطانيا العظمى مع 1895 كنيسة و 111208 عضوًا، اتحاد الكنائس الإنجيلية الحرة في ألمانيا مع 801 كنيسة و 80195 عضوا.
في أوقيانوسيا، الاتحاد المعمداني لبابوا غينيا الجديدة مع 489 كنيسة و 84000 عضو، والوزارات المعمدانية الأسترالية مع 1021 كنيسة و 76.046 عضوًا.

### تأهيل العضوية
تختلف سياسات العضوية بسبب استقلالية الكنائس، ولكن بشكل عام يصبح الفرد عضوًا في الكنيسة من خلال معمودية المؤمن (وهي اعتراف عام بالإيمان بيسوع، تليها معمودية الغمر).
لا يعتقد معظم المعمدانيين أن المعمودية هي شرط للخلاص، بل هي تعبير علني عن التوبة الداخلية والإيمان. لذلك، تقبل بعض الكنائس عضوية الأشخاص الذين يمارسون مهنة دون معمودية المؤمن.
بشكل عام، لا يوجد في الكنائس المعمدانية قيود عمرية محددة على العضوية، لكن معمودية المؤمن تتطلب أن يكون الفرد قادرًا على إعلان إيمانه بحرية وجدية. (انظر عصر المساءلة).

## المعتقدات المعمدانية
منذ الأيام الأولى للحركة المعمدانية، تبنت طوائف مختلفة اعترافات إيمانية مشتركة كأساس للعمل التعاوني بين الكنائس. لكل كنيسة اعتراف خاص بالإيمان واعتراف مشترك بالإيمان إذا كانت تنتمي إلى إحدى الطوائف. تتضمن بعض الوثائق العقائدية المعمدانية ذات الأهمية التاريخية، اعتراف الإيمان المعمداني في لندن عام 1689، و 1742 اعتراف فيلادلفيا المعمداني، و 1833 اعتراف الإيمان المعمداني في نيو هامبشاير، وعهود الكنيسة المكتوبة التي تتبناها بعض الكنائس المعمدانية الفردية كتعبير عن إيمانهم ومعتقداتهم.
اللاهوت المعمداني هو لاهوت إنجيلي. وهو يقوم على عقيدة كنيسة المؤمنين.
يتم تعريف المعمدانيين، مثل المسيحيين الآخرين، من خلال مدرسة فكرية - بعضها مشترك بين جميع المجموعات الأرثوذكسية والإنجيلية وجزء منها مميز للمعمدانيين. على مر السنين، أصدرت مجموعات مختلفة من المعمدانيين اعترافات إيمانية - دون اعتبارها عقائد - للتعبير عن اختلافاتهم العقائدية الخاصة مقارنة بالمسيحيين الآخرين وكذلك بالمقارنة مع المعمدانيين الآخرين. يُنظر إلى الطوائف المعمدانية تقليديًا على أنها تنتمي إلى حزبين، الجنرال المعمدانيون الذين يؤيدون اللاهوت الأرميني والمعمدانيين المعتمدين الذين يؤيدون اللاهوت الإصلاحي.  خلال حركة القداسة، قبل بعض المعمدانيين العامين تعليم عمل نعمة ثان وشكلوا طوائف أكدت هذا الاعتقاد، مثل جمعية وادي أوهايو لكنائس الله المعمدانية المسيحية وجمعية القداسة المعمدانية. معظم المعمدانيين إنجيليون في العقيدة، لكن المعتقدات المعمدانية يمكن أن تختلف بسبب نظام الحكم الجماعي الذي يمنح الحكم الذاتي للكنائس المعمدانية المحلية الفردية. من الناحية التاريخية، لعب المعمدانيون دورًا رئيسيًا في تشجيع الحرية الدينية وفصل الكنيسة عن الدولة.

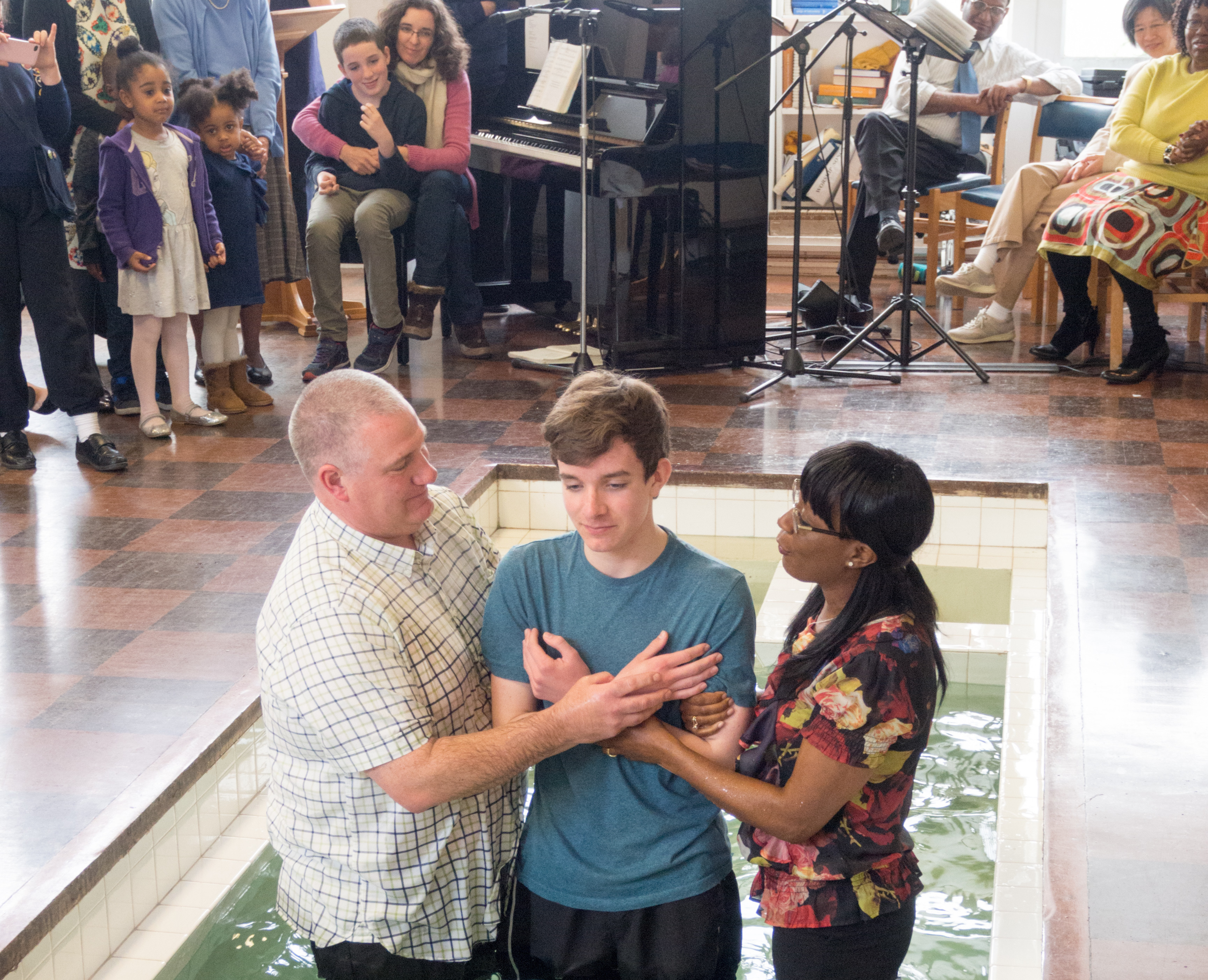
معمودية المؤمنين للبالغين عن طريق الانغماس في كنيسة نورثولت بارك المعمدانية، في لندن الكبرى، الاتحاد المعمداني لبريطانيا العظمى، 2015.

قد تشمل العقائد المشتركة المعتقدات عن إله واحد. ولادة عذراء المعجزات. التكفير عن الخطايا من خلال موت ودفن وقيامة المسيح بالجسد؛ الثالوث الحاجة إلى الخلاص (من خلال الإيمان بيسوع المسيح كابن الله وموته وقيامته)؛ نعمة أو وقت سماح؛ ملكوت الله. آخر الأشياء (علم الأمور الأخيرة) (سيعود يسوع المسيح بنفسه وبصورة مرئية في المجد إلى الأرض، وسيقام الأموات، وسيدين المسيح الجميع بالبر)؛ والكرازة والإرساليات.
يعتقد معظم المعمدانيين أنه لا توجد كنيسة أو منظمة كنسية لها سلطة متأصلة على الكنيسة المعمدانية. يمكن للكنائس أن ترتبط ببعضها البعض بشكل صحيح في ظل هذا النظام السياسي فقط من خلال التعاون الطوعي، وليس بأي نوع من الإكراه. علاوة على ذلك، يدعو هذا النظام المعمداني إلى التحرر من سيطرة الحكومة.
تشمل الاستثناءات من هذا الشكل المحلي للحكم المحلي عددًا قليلاً من الكنائس التي تخضع لقيادة هيئة من الشيوخ، بالإضافة إلى الأسقفية المعمدانيين الذين لديهم نظام أسقفي.
يؤمن المعمدانيون عمومًا بالمجيء الثاني للمسيح. المعتقدات بين المعمدانيين فيما يتعلق «نهاية الأيام» تشمل الألفية، التدبيرية، وقبألفية، مع وجهات نظر مثل ما بعد الألفية وما قبل التر تلقي بعض الدعم.
بعض المبادئ المعمدانية المميزة الإضافية التي يتبناها العديد من المعمدانيين:
- سيادة الكتاب المقدس كقاعدة للإيمان والممارسة. لكي يصبح شيء ما مسألة إيمان وممارسة، لا يكفي أن يكون متسقًا مع مبادئ الكتاب المقدس ولا يتعارض معها. يجب أن يكون شيئًا معينًا صريحًا من خلال أمر أو مثال في الكتاب المقدس. على سبيل المثال، هذا هو السبب في أن المعمدانيين لا يمارسون معمودية الأطفال - فهم يقولون إن الكتاب المقدس لا يأمر ولا يجسد معمودية الأطفال كممارسة مسيحية. أكثر من أي مبدأ معمداني آخر، هذا عند تطبيقه على معمودية الأطفال يقال إنه يفصل المعمدانيين عن المسيحيين الإنجيليين الآخرين.
- يؤمن المعمدانيون أن الإيمان هو شأن بين الله والفرد (الحرية الدينية). بالنسبة لهم، تعني الدعوة إلى الحرية المطلقة للضمير.
- الإصرار على غمر معمودية المؤمن باعتبارها الطريقة الوحيدة للمعمودية. لا يؤمن المعمدانيون بأن المعمودية ضرورية للخلاص. لذلك، بالنسبة للمعمدانيين، المعمودية هي أمر وليست سرًا، لأنها، في نظرهم، لا تمنح أي نعمة إنقاذ.[61]

### المعتقدات التي تختلف بين المعمدانيين

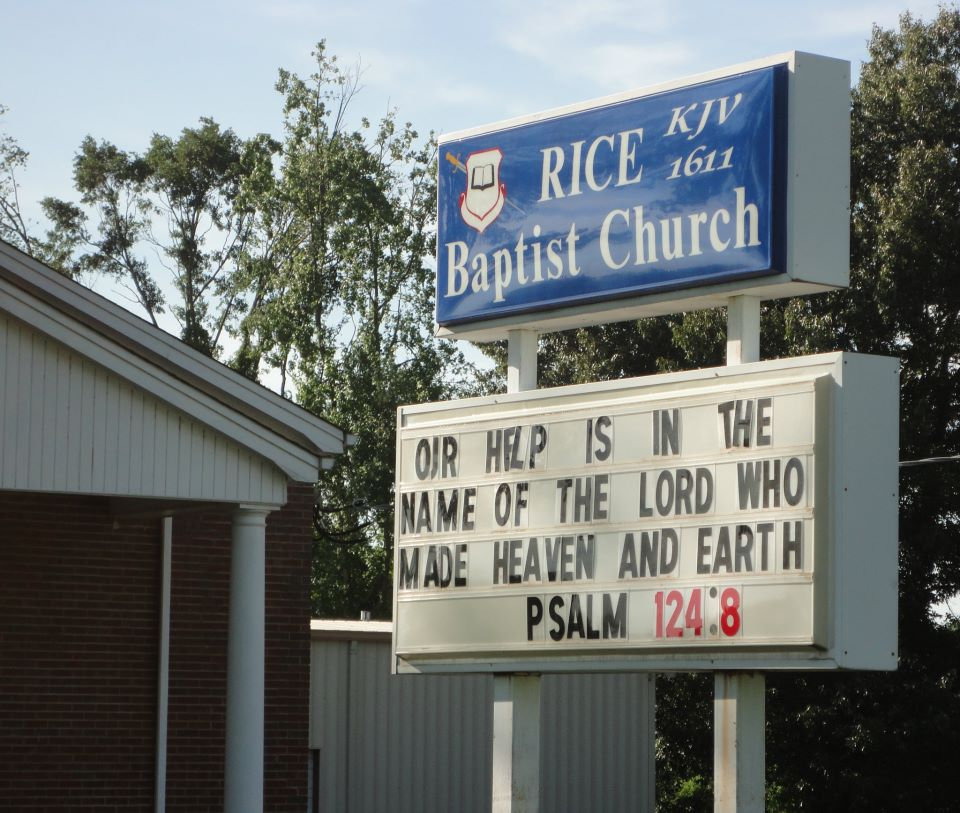
علامة الكنيسة تشير إلى أن المصلين يستخدمون نسخة الملك جيمس المعتمدة للكتاب المقدس لعام 1611

نظرًا لعدم وجود سلطة هرمية ولكل كنيسة معمدانية مستقلة، لا توجد مجموعة رسمية من المعتقدات اللاهوتية المعمدانية. توجد هذه الاختلافات بين الجمعيات وحتى بين الكنائس داخل الجمعيات.
بعض القضايا العقائدية التي يوجد فيها اختلاف واسع النطاق بين المعمدانيين هي:
- الايمان بالآخرة
- الأرمينية مقابل الكالفينية (يؤيد المعمدانيون العامون اللاهوت الأرميني بينما يعلم المعمدانيون الخاصون اللاهوت الكالفيني).[63]
- مبدأ الانفصال عن «العالم» وما إذا كان يجب الارتباط بمن هم من «العالم»
- الإيمان بعمل نعمة ثان، أي التقديس الكامل (الذي عقده المعمدانيون العامون في تقليد القداسة)
- التكلم بألسنة وتشغيل مواهب الروح القدس الكاريزمية الأخرى في الكنائس الكاريزمية [64]
- كيف ينبغي تفسير الكتاب المقدس (التأويل)
- إلى أي مدى التبشيرية يجب استخدام لوحات لدعم المبشرين
- مدى مشاركة غير الأعضاء في خدمات العشاء الرباني
- أي ترجمة للكتاب المقدس يجب استخدامها (انظر حركة الملك جيمس فقط في العالم الناطق باللغة الإنجليزية)[65]
- التدبيرية مقابل لاهوت العهد
- دور المرأة في الزواج.
- رسامة النساء شمامسات أو قساوسة.[66]
- المواقف من الحركة المسكونية والمشاركة فيها.

تستخدم الطوائف والكنائس الحرمان كملاذ أخير للأعضاء الذين لا يريدون التوبة عن معتقدات أو سلوك يتعارض مع اعتراف إيمان المجتمع.

## خدمة العبادة

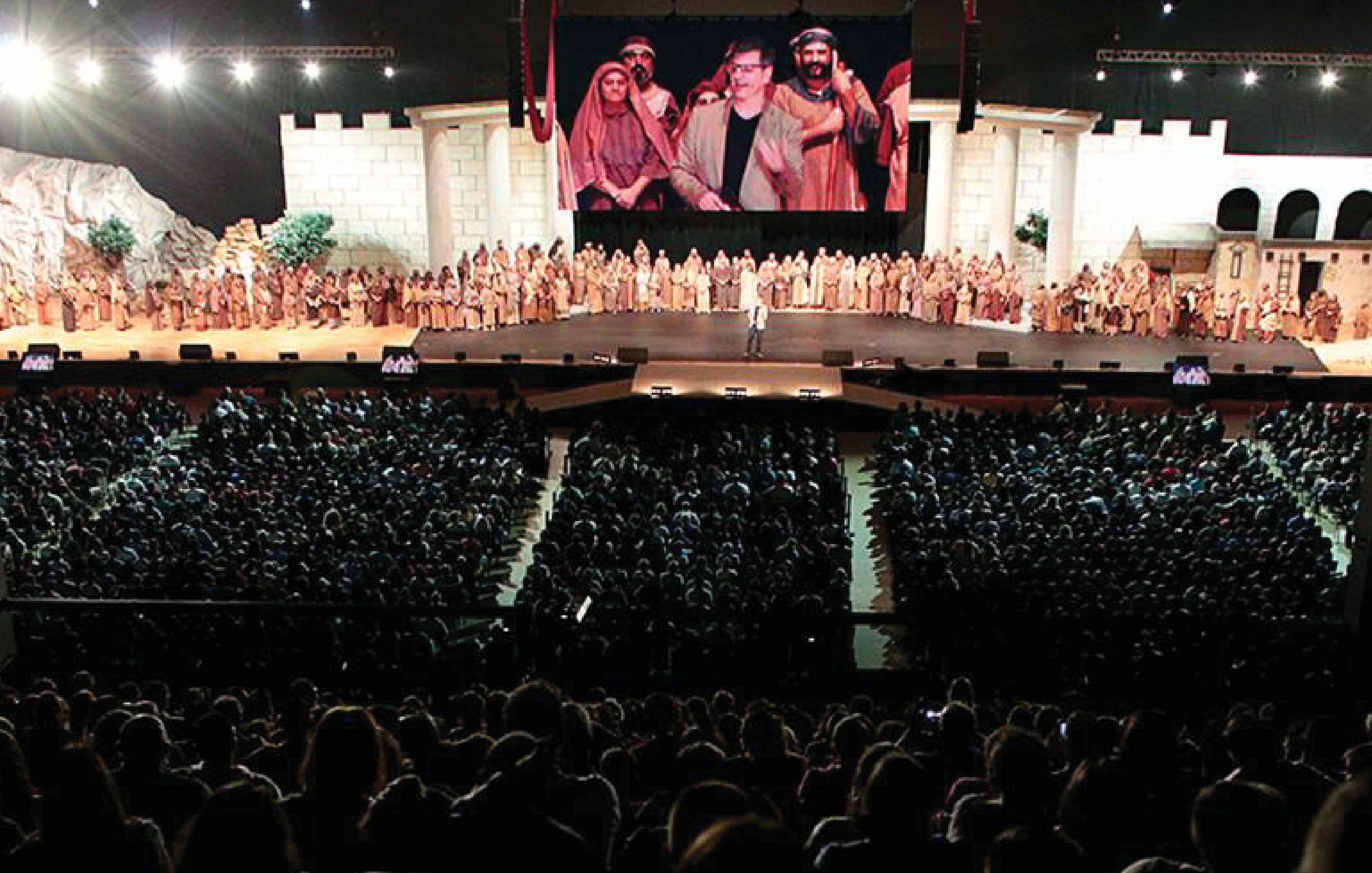
عرض عن حياة يسوع في كنيسة المدينة، المنتسب إلى المؤتمر المعمداني البرازيلي، في ساو خوسيه دوس كامبوس، البرازيل، 2017

في الكنائس المعمدانية، تعتبر خدمة العبادة جزءًا من حياة الكنيسة وتشمل التسبيح (الموسيقى المسيحية)، والعبادة، والصلاة إلى الله، وخطبة تستند إلى الكتاب المقدس، والتقدمة، ودوريًا العشاء الرباني. توجد في العديد من الكنائس خدمات مناسبة للأطفال، حتى المراهقين. كما تعقد اجتماعات الصلاة خلال الأسبوع.

## أماكن دور العبادة

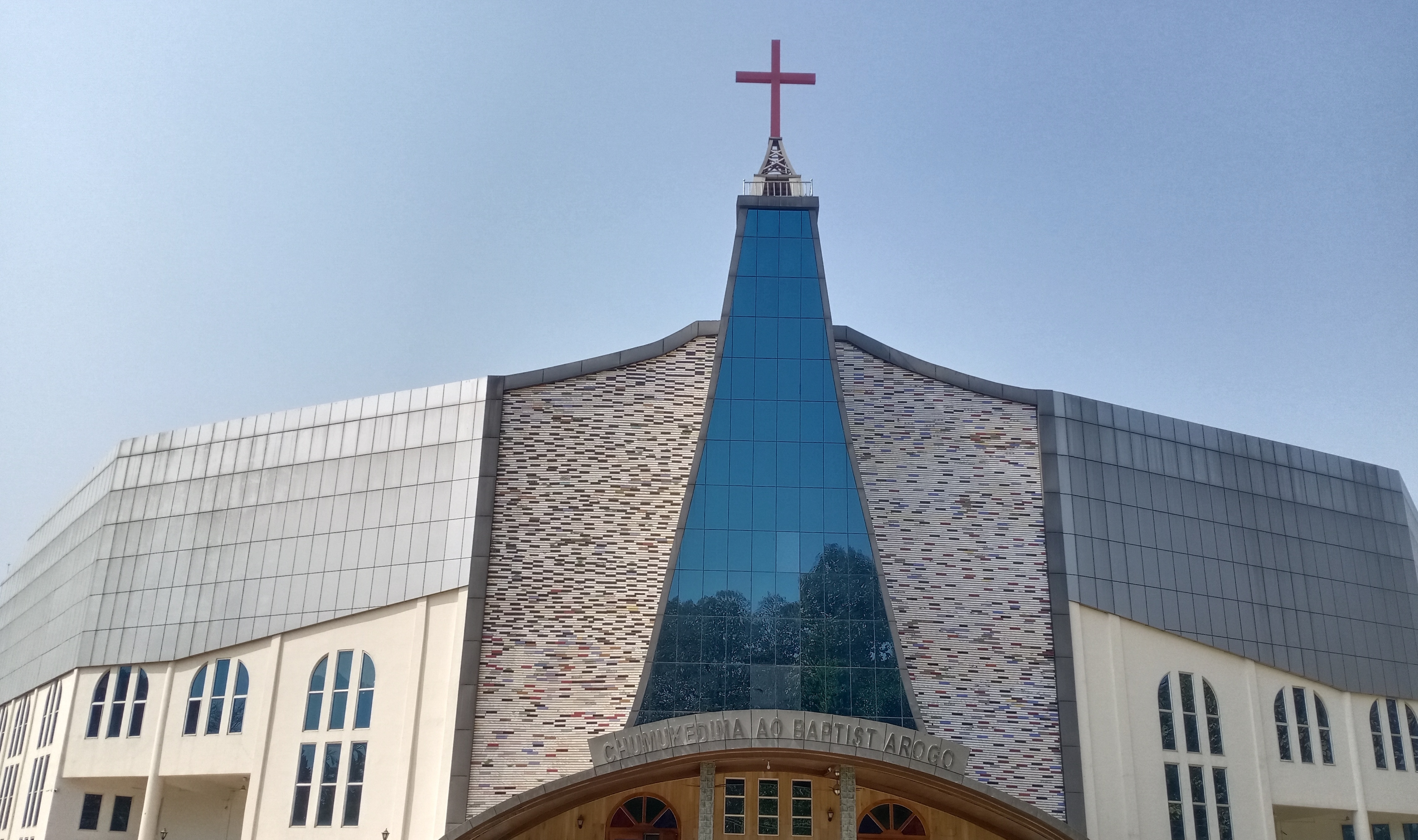
مبنى الكنيسة المعمدانية تشوموكديما في تشوموكديما، ديمابور، التابعة لمجلس كنيسة ناجالاند المعمدانية (الهند).

الهندسة المعمارية رصينة والصليب اللاتيني هو أحد الرموز الروحية الوحيدة التي يمكن رؤيتها عادة في مبنى الكنيسة المعمدانية والتي تحدد المكان الذي تنتمي إليه.

## تعليم
أقامت الكنائس المعمدانية المدارس الابتدائية والثانوية، الكليات الكتاب المقدس، الكليات والجامعات في وقت مبكر من 1680s في إنكلترا، قبل المتابعة في مختلف البلدان.

## الزواج

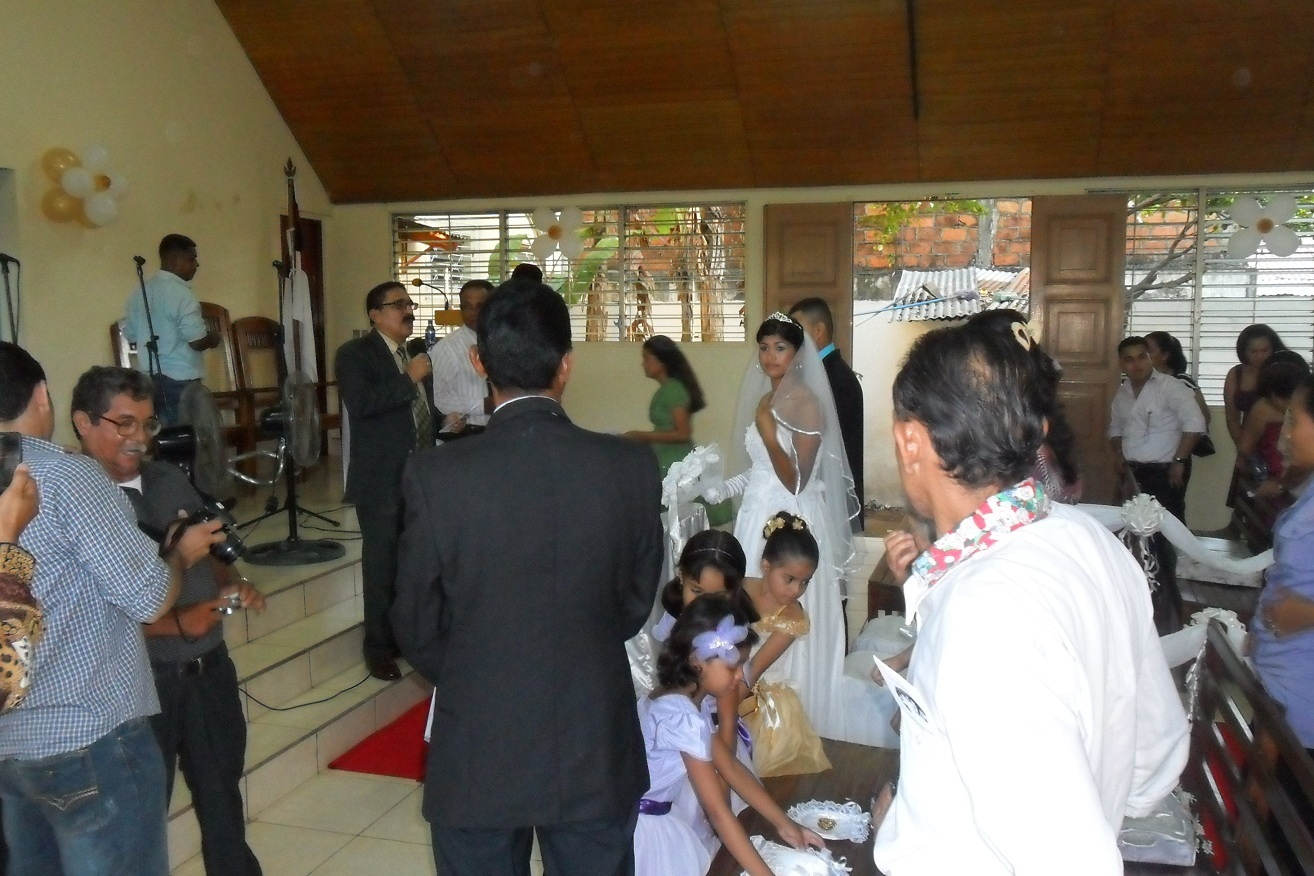
حفل زفاف في الكنيسة المعمدانية الأولى في ريفاس، المؤتمر المعمداني لنيكاراغوا، 2011

فيما يتعلق بالجنس، تروج العديد من الكنائس المعمدانية لعهد العذرية للشباب المسيحيين المعمدانيين، الذين تمت دعوتهم للمشاركة في حفل عام في الامتناع عن ممارسة الجنس حتى الزواج المسيحي. غالبًا ما يُرمز إلى هذا الاتفاق بحلقة نقاء. تم تطوير برامج مثل الحب الحقيقي ينتظر، التي تأسست في عام 1993 من قبل المؤتمر المعمداني الجنوبي لدعم الالتزامات.
في بعض الكنائس المعمدانية، يتم تشجيع الشباب والأزواج غير المتزوجين على الزواج مبكرًا ليعيشوا حياة جنسية وفقًا لإرادة الله. تختص بعض الكتب بهذا الموضوع، مثل كتاب قانون الزواج: جمال الحب الجنسي الذي نشره عام 1976 القس المعمداني تيم لاهاي وزوجته بيفرلي لاهاي التي كانت رائدة في تعليم الجنس المسيحي كهدية من الله. وجزء من زواج مسيحي مزدهر.

## الخلافات التي شكلت المعمدانيين
واجه المعمدانيون العديد من الجدل في تاريخهم البالغ 400 عام، الخلافات حول مستوى الأزمات. يقول المؤرخ المعمداني والتر شوردن إن كلمة أزمة مشتقة من الكلمة اليونانية التي تعني «تقرر». كتب شوردن أنه على عكس النظرة السلبية المفترضة للأزمات، فإن بعض الخلافات التي تصل إلى مستوى الأزمة قد تكون في الواقع «إيجابية ومثمرة للغاية». وهو يدعي أنه حتى الانقسام، على الرغم من عدم كونه مثاليًا، فقد أدى في كثير من الأحيان إلى نتائج إيجابية. في رأيه، أصبحت الأزمات بين المعمدانيين لحظات قرار شكلت مستقبلهم. بعض الخلافات التي شكلت المعمدانيين تشمل «أزمة الإرساليات»، و «أزمة العبودية»، و «الأزمة التاريخية»، و «أزمة الحداثة».

### أزمة البعثات
في أوائل القرن التاسع عشر، أدى صعود حركة الإرساليات الحديثة ورد الفعل العنيف ضدها إلى جدل مرير واسع النطاق بين المعمدانيين الأمريكيين. خلال هذه الحقبة، انقسم المعمدانيون الأمريكيون بين مبشر ومناهض للتبشير. ذهب انفصال المعمدانيين الجوهري إلى الحركة التي قادها ألكسندر كامبل للعودة إلى كنيسة أكثر جوهرية.

#### الولايات المتحدة

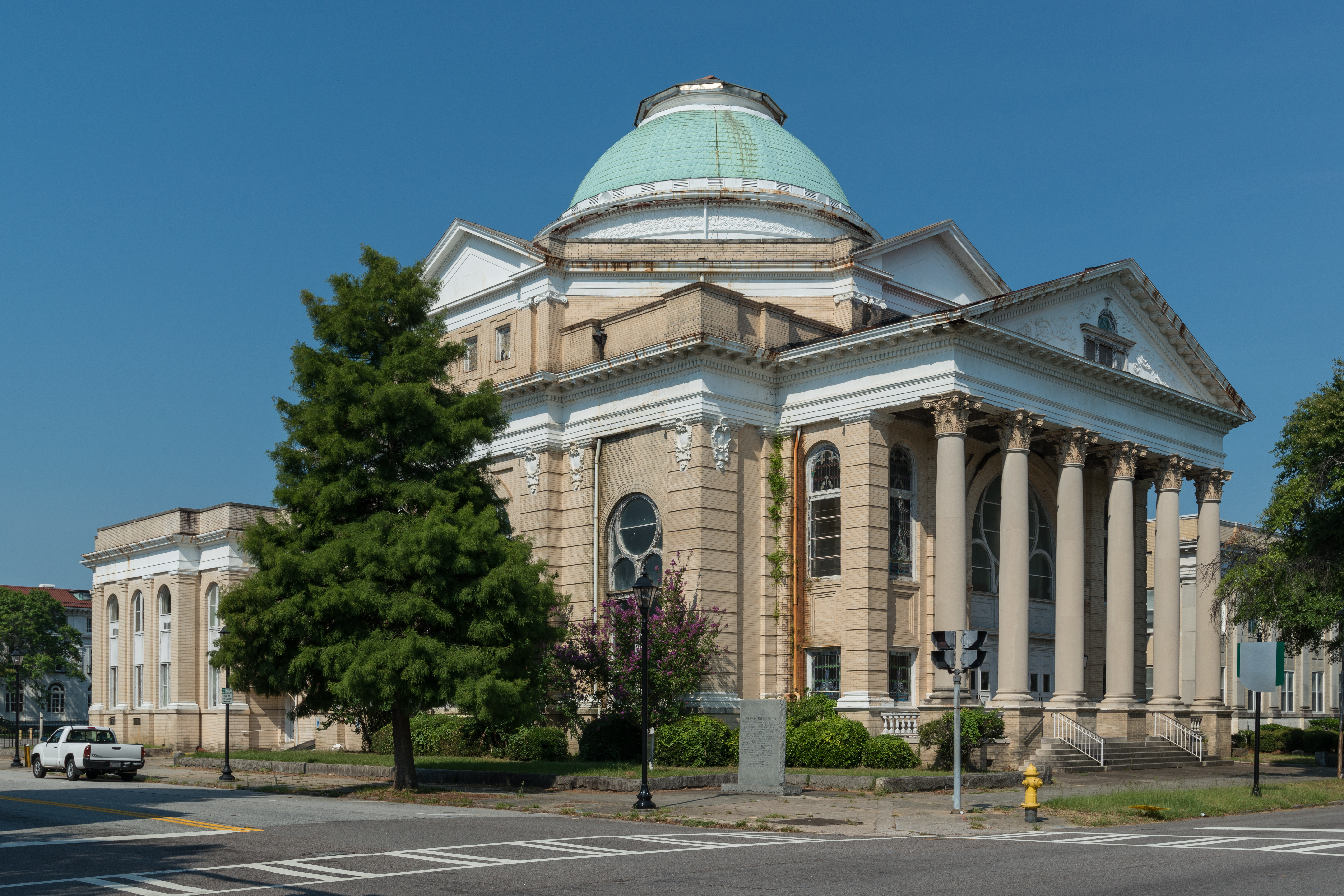
الكنيسة المعمدانية الأولى في أوغوستا، جورجيا حيث تم تأسيس المؤتمر المعمداني الجنوبي

في الفترة التي سبقت الحرب الأهلية الأمريكية، انخرط المعمدانيون في الجدل حول العبودية في الولايات المتحدة. في حين عارض الميثوديون والمبشرون المعمدانيون في الصحوة العظيمة الأولى العبودية وحثوا على الإعتاق، فقد عملوا على مدى العقود على مزيد من التكيف مع المؤسسة. لقد عملوا مع مالكي العبيد في الجنوب لحث مؤسسة أبوية. قدمت كلتا الطائفتين نداءات مباشرة للعبيد والسود الأحرار للتحويل. سمح لهم المعمدانيون بشكل خاص بأدوار نشطة في التجمعات. بحلول منتصف القرن التاسع عشر، كان المعمدانيون الشماليون يميلون إلى معارضة العبودية. مع زيادة التوترات، في عام 1844 رفضت جمعية الإرسالية المنزلية تعيين مالك العبيد كمبشر تم اقتراحه من قبل جورجيا. وأشار إلى أن المبشرين لا يمكنهم اصطحاب الخدم معهم، وكذلك أن المجلس لا يريد أن يبدو أنه يتغاضى عن العبودية.
في عام 1845، تركت مجموعة من الكنائس المؤيدة للعبودية وفي خلاف مع إلغاء الاتفاقية التي تعقد كل ثلاث سنوات (الآن الكنائس المعمدانية الأمريكية بالولايات المتحدة الأمريكية) لتشكيل الاتفاقية المعمدانية الجنوبية. لقد اعتقدوا أن الكتاب المقدس يقر العبودية وأنه من المقبول للمسيحيين امتلاك العبيد. كانوا يعتقدون أن العبودية كانت مؤسسة بشرية يمكن أن تجعل التعاليم المعمدانية أقل قسوة. بحلول هذا الوقت، كان العديد من المزارعين جزءًا من التجمعات المعمدانية، وبعض الدعاة البارزين للطائفة، مثل القس. باسل مانلي، الأب، رئيس جامعة ألاباما، كانوا أيضًا مزارعين يمتلكون عبيدًا.
في وقت مبكر من أواخر القرن الثامن عشر، بدأ المعمدانيون السود في تنظيم كنائس وجمعيات ووكالات إرسالية منفصلة. أنشأ السود بعض التجمعات المعمدانية المستقلة في الجنوب قبل الحرب الأهلية الأمريكية. حافظت جمعيات المعمدانيين البيض على بعض الإشراف على هذه الكنائس.
في سنوات ما بعد الحرب، غادر المعتقون بسرعة التجمعات والجمعيات البيضاء، وأقاموا كنائسهم الخاصة. في عام 1866، ساعدت الاتفاقية المعمدانية الأمريكية الموحدة، التي تشكلت من المعمدانيين السود في الجنوب والغرب، الجمعيات الجنوبية على إقامة اتفاقيات الدولة السوداء، وهو ما فعلوه في ألاباما وأركنساس وفرجينيا ونورث كارولينا وكنتاكي. في عام 1880، اتحدت اتفاقيات الدولة السوداء في اتفاقية البعثة الخارجية الوطنية، لدعم العمل التبشيري المعمداني الأسود. تم تشكيل مؤتمرين قوميين آخرين للسود، وفي عام 1895 اتحدوا باسم المؤتمر المعمداني الوطني. مرت هذه المنظمة فيما بعد بتغييراتها الخاصة، حيث قامت بتدوير الاتفاقيات الأخرى. إنها أكبر منظمة دينية سوداء وثاني أكبر منظمة معمدانية في العالم. المعمدانيون هم المهيمنون عدديًا في الجنوب الشرقي.
في عام 2007، وجد استطلاع المشهد الديني لمركز بيو للأبحاث أن 45٪ من الأمريكيين الأفارقة يتعرفون على الطوائف المعمدانية، والغالبية العظمى منهم ينتمون إلى التقاليد التاريخية للسود.

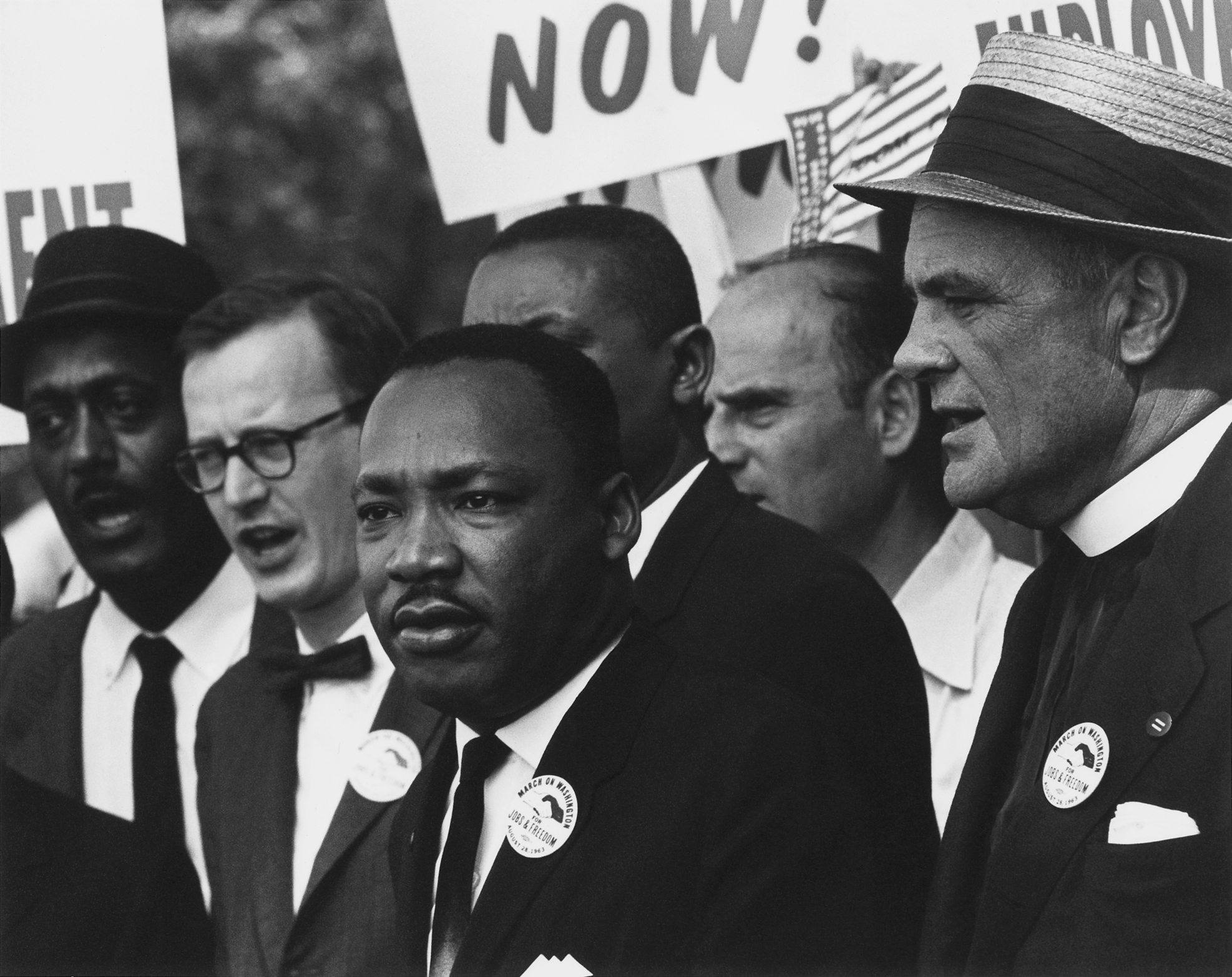
مارتن لوثر كينغ جونيور، وزير معمداني وزعيم الحقوق المدنية. في مسيرة الحقوق المدنية عام 1963 في واشنطن العاصمة، قسمت حركة الحقوق المدنية العديد من المعمدانيين في الولايات المتحدة، حيث كانت العبودية قبل أكثر من قرن.

في الجنوب الأمريكي، اختلف تفسير الحرب الأهلية الأمريكية وإلغاء العبودية وفترة ما بعد الحرب اختلافًا حادًا حسب العرق منذ تلك السنوات. غالبًا ما فسر الأمريكيون الأحداث العظيمة من منظور ديني. يقارن المؤرخ ويلسون فالين تفسير الحرب الأهلية وإعادة الإعمار في الذاكرة البيضاء مقابل الذاكرة السوداء من خلال تحليل الخطب المعمدانية الموثقة في ألاباما. بعد فترة وجيزة من الحرب الأهلية، غادر معظم المعمدانيين السود في الجنوب الاتفاقية المعمدانية الجنوبية، مما قلل من أعدادها بمئات الآلاف أو أكثر.  نظموا بسرعة تجمعاتهم الخاصة وطوروا جمعياتهم الإقليمية والخاصة بالولاية، وبحلول نهاية القرن التاسع عشر، عقد مؤتمر وطني.
أعرب الدعاة البيض في ألاباما بعد إعادة الإعمار عن رأي مفاده أن:
فسر الدعاة السود الحرب الأهلية والتحرر وإعادة الإعمار على أنها «هدية الله للحرية». كان لديهم إنجيل التحرير، بعد أن ارتبطوا منذ فترة طويلة بسفر الخروج من العبودية في العهد القديم. لقد انتهزوا الفرص لممارسة استقلالهم، والعبادة على طريقتهم الخاصة، والتأكيد على قيمتها وكرامتهم، وإعلان أبوة الله وأخوة الإنسان. الأهم من ذلك كله، أنهم شكلوا بسرعة كنائسهم وجمعياتهم واتفاقياتهم للعمل بحرية دون إشراف أبيض. قدمت هذه المؤسسات المساعدة الذاتية والنهوض العنصري، ومكانًا لتطوير واستخدام القيادة، وأماكن لإعلان إنجيل التحرير. نتيجة لذلك، قال الدعاة السود إن الله سيحميه ويساعده ويساعد شعب الله؛ سيكون الله صخرتهم في أرض عاصفة.
دعم المؤتمر المعمداني الجنوبي سيادة البيض ونتائجها: حرمان معظم السود والعديد من البيض الفقراء في مطلع القرن العشرين من خلال رفع الحواجز أمام تسجيل الناخبين، وإقرار قوانين الفصل العنصري التي فرضت نظام جيم كرو. قاوم أعضاؤها إلى حد كبير حركة الحقوق المدنية في الجنوب، والتي سعت إلى إنفاذ حقوقهم الدستورية في الوصول العام والتصويت؛ وإنفاذ قوانين الحقوق المدنية الفيدرالية لمنتصف القرن.
في عام 1995، أصدر المؤتمر المعمداني الجنوبي قرارًا يعترف بفشل أسلافهم في حماية الحقوق المدنية للأميركيين الأفارقة. تم تسجيل أكثر من 20000 من المعمدانيين الجنوبيين للاجتماع في أتلانتا. وأعلن القرار أن الرسل، كما يطلق على مندوبي SBC، «يشجبون بلا هوادة العنصرية بجميع أشكالها باعتبارها خطيئة مؤسفة» و «يندبون وينبذون أعمال الشر التاريخية مثل العبودية التي نستمر في جني حصاد مرير منها». وقدمت اعتذارًا لجميع الأمريكيين من أصل أفريقي «للتغاضي عن و / أو إدامة العنصرية الفردية والنظامية في حياتنا» والتوبة عن «العنصرية التي ارتكبنا ارتكابها، سواء بوعي أو بغير وعي». على الرغم من إدانة المعمدانيين الجنوبيين للعنصرية في الماضي، كانت هذه هي المرة الأولى التي تناول فيها المؤتمر، الذي يغلب عليه البيض منذ عصر إعادة الإعمار، قضية العبودية على وجه التحديد.
وطلب البيان العفو «من إخوتنا وأخواتنا الأمريكيين من أصل أفريقي» وتعهد «بالقضاء على العنصرية بجميع أشكالها من حياة الكنيسة المعمدانية الجنوبية وخدمتها». في عام 1995، كان حوالي 500000 عضو من 15.6 مليون عضو من الأمريكيين الأفارقة و 300000 آخرين من الأقليات العرقية. يمثل القرار أول اعتراف رسمي للطائفة بأن العنصرية لعبت دورًا في تأسيسها.

#### جزر الكاريبي
الكنيسة السليمة تقتل الخطأ وتمزق الشر! منذ وقت ليس ببعيد، سمحت أمتنا بالعبودية في مستعمراتنا. سعى فاعلو الخير إلى تدمير العبودية، ولكن متى تم إلغاؤها تمامًا؟ كان ذلك عندما قام ويليام ويلبرفورس بإيقاظ كنيسة الله، وعندما توجّهت كنيسة الله إلى الصراع - مزقت الشيء الشرير إربًا! - تشارلز سبورجون أحد المعارضين الصريحين للرق البريطاني المعمداني في أفضل صرخة حرب (1883)
في أماكن أخرى من الأمريكتين، في منطقة البحر الكاريبي على وجه الخصوص، لعب المبشرون المعمدانيون والأعضاء دورًا نشطًا في الحركة المناهضة للعبودية. في جامايكا، على سبيل المثال، عمل ويليام نيب، أحد المبشرين المعمدانيين البريطانيين البارزين، على تحرير العبيد في جزر الهند الغربية البريطانية (الذي حدث بالكامل عام 1838). كما دعم كنيب إنشاء «القرى الحرة» وسعى للحصول على تمويل من المعمدانيين الإنجليز لشراء أرض للمحررين لزراعتها؛ تم تصور القرى الحرة كمجتمعات ريفية تتمحور حول الكنيسة المعمدانية حيث يمكن للعبيد المحررين زراعة أراضيهم. كان توماس بورشيل، الوزير التبشيري في مونتيغو باي، نشطًا أيضًا في هذه الحركة، حيث حصل على أموال من المعمدانيين في إنجلترا لشراء أرض لما أصبح يُعرف باسم قرية قرية بورشيل الحرة.
قبل التحرر، نظم الشماس المعمداني صموئيل شارب، الذي خدم مع بورشيل، إضرابًا عامًا للعبيد بحثًا عن ظروف أفضل. تطورت إلى تمرد كبير لما يصل إلى 60.000 من العبيد، والتي أصبحت تعرف باسم تمرد عيد الميلاد (عندما حدث) أو الحرب المعمدانية. تم إخماده من قبل القوات الحكومية في غضون أسبوعين. أثناء وبعد التمرد، قُتل ما يقدر بنحو 200 من العبيد على الفور، مع إعدام أكثر من 300 شخصًا قضائيًا لاحقًا من خلال النيابة العامة في المحاكم، وأحيانًا بسبب جرائم بسيطة.
كان المعمدانيون ناشطين بعد التحرر في تعزيز تعليم العبيد السابقين؛ على سبيل المثال، تأسست مدرسة كالابار الثانوية في جامايكا، التي سميت على اسم ميناء كالابار في نيجيريا، من قبل المبشرين المعمدانيين. في الوقت نفسه، أثناء العبودية وبعدها، شكل العبيد والسود الأحرار حركاتهم المعمدانية الروحية - حركات روحية انفصالية أبدى اللاهوت عنها غالبًا مقاومة الاضطهاد.

### أزمة تاريخية
سعت اللاندماركية المعمدانية الجنوبية إلى إعادة ضبط الفصل الكنسي الذي ميز الكنائس المعمدانية القديمة، في عصر كانت اجتماعات الاتحاد بين الطوائف هي النظام اليومي. كان جيمس روبنسون جريفز من المعمدانيين المؤثرين في القرن التاسع عشر والزعيم الأساسي لهذه الحركة. في حين انفصل بعض المعالم في نهاية المطاف عن الاتفاقية المعمدانية الجنوبية، استمرت الحركة في التأثير على الاتفاقية في القرنين العشرين والحادي والعشرين.

### أزمة الحداثة

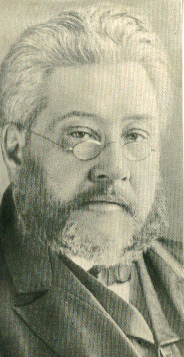
تشارلز سبورجون لاحقًا في الحياة.

كما أثر صعود الحداثة اللاهوتية في أواخر القرن التاسع عشر وأوائل القرن العشرين بشكل كبير على المعمدانيين.  تم وصف حركة لاندمارك، التي سبق ذكرها، بأنها رد فعل بين المعمدانيين الجنوبيين في الولايات المتحدة ضد الحداثة الأولية. في إنكلترا، حارب تشارلز هادون سبورجون وجهات النظر الحداثية للكتاب المقدس في الجدل المتعلق بالحد الأدنى وفصل كنيسته عن الاتحاد المعمداني نتيجة لذلك.  
كان لدى الاتفاقية المعمدانية الشمالية في الولايات المتحدة صراع داخلي حول الحداثة في أوائل القرن العشرين، واحتضنتها في النهاية.  تم تأسيس جمعيتين محافظتين جديدتين من التجمعات التي انفصلت عن الاتفاقية نتيجة لذلك: الجمعية العامة للكنائس المعمدانية العادية في عام 1933 والرابطة المعمدانية المحافظة في أمريكا في عام 1947.
بعد صراعات مماثلة حول الحداثة، التزم المؤتمر المعمداني الجنوبي باللاهوت المحافظ كموقف رسمي له. في أواخر القرن العشرين، أسس المعمدانيون الجنوبيون الذين اختلفوا مع هذا الاتجاه مجموعتين جديدتين: التحالف الليبرالي للمعمدانيين في عام 1987 والزمالة المعمدانية التعاونية الأكثر اعتدالًا في عام 1991. في الأصل استمر كلا الانشقاق في التعرف على أنهما معمدان جنوبيان، ولكن بمرور الوقت «أصبحت عائلات جديدة دائمة من المعمدانيين».

### نقد
انتقد القس المعمداني مارتن لوثر كينج في كتابه الصادر عام 1963 بعنوان «القوة للحب» بعض الكنائس المعمدانية بسبب مناهضتها للفكر، خاصة بسبب نقص التدريب اللاهوتي بين الرعاة.
في عام 2018، انتقد اللاهوتي المعمداني راسل دي مور بعض المعمدانيين في الولايات المتحدة بسبب أخلاقياتهم التي أكدت بشدة على إدانة بعض الخطايا الشخصية، ولكنها صامتة عن المظالم الاجتماعية التي تصيب شعوب بأكملها، مثل العنصرية.